# Senatori della XIII legislatura della Repubblica Italiana
Questo elenco riporta i nomi dei senatori della XIII legislatura della Repubblica Italiana dopo le elezioni politiche del 1996.

## Consistenza dei gruppi
| Gruppi                                                                 | Inizio | 1996 | 1997 | 1998 | 1999 | 2000 | 2001 |
| ---------------------------------------------------------------------- | ------ | ---- | ---- | ---- | ---- | ---- | ---- |
| Sinistra Democratica - L'Ulivo / Democratici di Sinistra - L'Ulivo     | 100    | 100  | 99   | 105  | 105  | 102  | 102  |
| Forza Italia                                                           | 48     | 47   | 42   | 40   | 41   | 42   | 45   |
| Alleanza Nazionale                                                     | 43     | 44   | 44   | 41   | 41   | 42   | 42   |
| Partito Popolare Italiano                                              | 31     | 31   | 31   | 31   | 31   | 29   | 25   |
| Lega Nord                                                              | 27     | 27   | 27   | 24   | 19   | 18   | 18   |
| Centro Cristiano Democratico                                           | 15     | 15   | 13   | 12   | 12   | 11   | 11   |
| Verdi - L'Ulivo                                                        | 14     | 14   | 14   | 14   | 15   | 14   | 14   |
| Rinnovamento Italiano                                                  | 11     | 11   | 11   | 7    | 6    | -    | -    |
| Rifondazione Comunista - Progressisti                                  | 11     | 11   | 11   | 6    | -    | -    | -    |
| Cristiani Democratici Uniti                                            | 10     | 10   | 11   | -    | -    | -    | -    |
| Unione Democratica per la Repubblica / Unione Democratici per l'Europa | -      | -    | -    | 20   | 11   | 12   | 12   |
| Democrazia Europea                                                     | -      | -    | -    | -    | -    | -    | 10   |
| Gruppo misto                                                           | 15     | 15   | 22   | 25   | 43   | 52   | 43   |
| • Minoranze linguistiche                                               | 3      | 3    | 3    | 3    | 3    | 3    | 3    |
| • Partito Sardo d'Azione                                               | 1      | 1    | 1    | 1    | 1    | 1    | 1    |
| • Lega delle Regioni                                                   | 1      | 1    | 1    | 1    | 1    | 1    | 1    |
| • Fiamma Tricolore                                                     | 1      | 1    | 1    | 1    | 1    | 1    | 1    |
| • Rifondazione Comunista - Progressisti                                | -      | -    | -    | 3    | 3    | 3    | 3    |
| • Socialisti Democratici Italiani                                      | -      | -    | -    | 3    | 3    | 3    | 3    |
| • Gruppo Comunista                                                     | -      | -    | -    | -    | 6    | 6    | 6    |
| • I Democratici                                                        | -      | -    | -    | -    | 5    | 5    | 5    |
| • Centro Riformatore                                                   | -      | -    | -    | -    | 5    | 3    | 2    |
| • Lista Pannella                                                       | -      | -    | -    | -    | 1    | 1    | 1    |
| • Unione Popolare Democratica                                          | -      | -    | -    | -    | 1    | 1    | 1    |
| • Rinnovamento Italiano                                                | -      | -    | -    | -    | -    | 6    | 6    |
| • Cristiani Democratici Uniti                                          | -      | -    | -    | -    | -    | 1    | 1    |
| • Italia dei Valori                                                    | -      | -    | -    | -    | -    | 1    | 1    |
| • Rete - L'Ulivo                                                       | 1      | 1    | 1    | 1    | -    | -    | -    |
| • Liga Veneta Repubblica                                               | -      | -    | -    | 2    | 1    | -    | -    |
| • Liberaldemocratici                                                   | -      | -    | -    | 2    | -    | -    | -    |
| • Autonomisti e Federalisti                                            | -      | -    | -    | -    | 6    | 7    | -    |
| • Non iscritti                                                         | 8      | 8    | 15   | 8    | 6    | 9    | 8    |
| Totale                                                                 | 325    | 325  | 325  | 325  | 324  | 322  | 322  |

- Al gruppo della Sinistra Democratica aderirono gli eletti in quota Partito Democratico della Sinistra (PDS), Cristiano Sociali (CS) e Federazione Laburista.
- Al gruppo di Rinnovamento Italiano aderirono inizialmente anche gli eletti in quota Patto Segni (PS), Socialisti Italiani (SI) e Movimento Italiano Democratico (MID).

## Composizione storica
| Nominativo                    | Circoscrizione        | Collegio                      | Quota         | Lista di elezione     | Gruppo                    |
| ----------------------------- | --------------------- | ----------------------------- | ------------- | --------------------- | ------------------------- |
| Giovanni Agnelli              | A vita                | –                             | –             | –                     | Misto                     |
| Gerardo Agostini              | Lazio                 | Roma - Trieste                | Proporzionale | L'Ulivo               | PPI                       |
| Renato Albertini              | Emilia-Romagna        | Sassuolo                      | Maggioritario | Progressisti          | PRC                       |
| Michele Amorena               | Veneto                | Treviso                       | Maggioritario | Lega Nord             | LN                        |
| Tarcisio Andreolli            | Trentino-Alto Adige   | Rovereto                      | Maggioritario | L'Ulivo               | PPI                       |
| Giulio Andreotti              | A vita                | –                             | –             | –                     | PPI                       |
| Gavino Angius                 | Lazio                 | Rieti                         | Maggioritario | L'Ulivo               | Sinistra Democratica      |
| Renzo Antolini                | Veneto                | San Bonifacio                 | Maggioritario | Lega Nord             | LN                        |
| Pino Arlacchi                 | Toscana               | Sesto Fiorentino              | Maggioritario | L'Ulivo               | Sinistra Democratica      |
| Franco Asciutti               | Umbria                | Perugia                       | Proporzionale | Polo per le Libertà   | FI                        |
| Roberto Avogadro              | Liguria               | Sanremo                       | Proporzionale | Lega Nord             | LN                        |
| Giuseppe Ayala                | Puglia                | Molfetta                      | Maggioritario | L'Ulivo               | Sinistra Democratica      |
| Antonio Azzollini             | Puglia                | Molfetta                      | Proporzionale | Polo per le Libertà   | FI                        |
| Massimo Baldini               | Toscana               | Carrara                       | Proporzionale | Polo per le Libertà   | FI                        |
| Silvia Barbieri               | Emilia-Romagna        | Ferrara                       | Maggioritario | L'Ulivo               | Sinistra Democratica      |
| Domenico Barrile              | Sicilia               | Sciacca                       | Maggioritario | L'Ulivo               | Sinistra Democratica      |
| Giuseppe Basini               | Emilia-Romagna        | Rimini                        | Proporzionale | Polo per le Libertà   | AN                        |
| Franco Bassanini              | Toscana               | Siena                         | Maggioritario | L'Ulivo               | Sinistra Democratica      |
| Giovanni Vittorio Battafarano | Puglia                | Taranto                       | Maggioritario | L'Ulivo               | Sinistra Democratica      |
| Antonio Battaglia             | Sicilia               | Bagheria                      | Maggioritario | Polo per le Libertà   | AN                        |
| Tino Bedin                    | Veneto                | Abano Terme                   | Maggioritario | L'Ulivo               | PPI                       |
| Piergiorgio Bergonzi          | Lombardia             | Suzzara                       | Maggioritario | Progressisti          | PRC                       |
| Anna Maria Bernasconi         | Lombardia             | Monza                         | Proporzionale | L'Ulivo               | Sinistra Democratica      |
| Raffaele Bertoni              | Campania              | Napoli - Fuorigrotta          | Maggioritario | L'Ulivo               | Sinistra Democratica      |
| Felice Carlo Besostri         | Lombardia             | Milano 2                      | Proporzionale | L'Ulivo               | Sinistra Democratica (FL) |
| Livio Besso Cordero           | Piemonte              | Ivrea                         | Maggioritario | L'Ulivo               | RI (SI)                   |
| Giampaolo Bettamio            | Emilia-Romagna        | Piacenza                      | Proporzionale | Polo per le Libertà   | FI                        |
| Monica Bettoni Brandani       | Toscana               | Arezzo                        | Maggioritario | L'Ulivo               | Sinistra Democratica      |
| Francesco Bevilacqua          | Calabria              | Vibo Valentia                 | Proporzionale | Polo per le Libertà   | AN                        |
| Walter Bianco                 | Veneto                | Conegliano                    | Maggioritario | Lega Nord             | LN                        |
| Francesco Saverio Biasco      | Puglia                | Foggia                        | Maggioritario | Polo per le Libertà   | CCD                       |
| Luigi Biscardi                | Molise                | Campobasso                    | Maggioritario | L'Ulivo               | Sinistra Democratica      |
| Carlo Bo                      | A vita                | –                             | –             | –                     | PPI                       |
| Norberto Bobbio               | A vita                | –                             | –             | –                     | Sinistra Democratica      |
| Stefano Boco                  | Toscana               | Empoli                        | Maggioritario | L'Ulivo               | FDV                       |
| Michele Bonatesta             | Lazio                 | Viterbo                       | Proporzionale | Polo per le Libertà   | AN                        |
| Massimo Bonavita              | Emilia-Romagna        | Cesena                        | Maggioritario | L'Ulivo               | Sinistra Democratica      |
| Daria Bonfietti               | Emilia-Romagna        | Imola                         | Maggioritario | L'Ulivo               | Sinistra Democratica      |
| Giorgio Bornacin              | Liguria               | Sanremo                       | Maggioritario | Polo per le Libertà   | AN                        |
| Roberto Borroni               | Lombardia             | Mantova                       | Maggioritario | L'Ulivo               | Sinistra Democratica      |
| Francesco Bortolotto          | Veneto                | Vicenza                       | Maggioritario | L'Ulivo               | FDV                       |
| Furio Bosello                 | Emilia-Romagna        | Bologna Centro                | Proporzionale | Polo per le Libertà   | AN                        |
| Francesco Bosi                | Toscana               | Pistoia                       | Proporzionale | Polo per le Libertà   | CCD                       |
| Diodato Bratina               | Friuli-Venezia Giulia | Gorizia                       | Maggioritario | L'Ulivo               | Sinistra Democratica      |
| Giuseppe Brienza              | Basilicata            | Melfi                         | Proporzionale | Polo per le Libertà   | CCD                       |
| Guido Brignone                | Piemonte              | Cuneo                         | Maggioritario | Lega Nord             | LN                        |
| Giovanni Bruni                | Lombardia             | Desenzano del Garda           | Maggioritario | L'Ulivo               | RI (MID)                  |
| Massimo Brutti                | Lazio                 | Roma - Tuscolano              | Maggioritario | L'Ulivo               | Sinistra Democratica      |
| Michele Arcangelo Bucci       | Lombardia             | Lodi                          | Proporzionale | Polo per le Libertà   | FI                        |
| Anna Maria Bucciarelli        | Toscana               | Prato                         | Maggioritario | L'Ulivo               | Sinistra Democratica      |
| Ettore Bucciero               | Puglia                | Bari Centro                   | Maggioritario | Polo per le Libertà   | AN                        |
| Antonello Cabras              | Sardegna              | Carbonia                      | Maggioritario | L'Ulivo - PSd'Az.     | Sinistra Democratica (FL) |
| Rossano Caddeo                | Sardegna              | Oristano                      | Maggioritario | L'Ulivo - PSd'Az.     | Sinistra Democratica      |
| Luciano Callegaro             | Friuli-Venezia Giulia | Pordenone                     | Maggioritario | Polo per le Libertà   | CDU                       |
| Guido Calvi                   | Marche                | Ancona                        | Maggioritario | L'Ulivo               | Sinistra Democratica      |
| Giulio Camber                 | Friuli-Venezia Giulia | Trieste                       | Maggioritario | Polo per le Libertà   | FI                        |
| Fulvio Camerini               | Friuli-Venezia Giulia | Trieste                       | Proporzionale | L'Ulivo               | Sinistra Democratica      |
| Giuseppe Camo                 | Calabria              | Castrovillari                 | Maggioritario | Polo per le Libertà   | CDU                       |
| Gian Vittorio Campus          | Sardegna              | Sassari                       | Proporzionale | Polo per le Libertà   | FI                        |
| Antonio Capaldi               | Lazio                 | Viterbo                       | Maggioritario | L'Ulivo               | Sinistra Democratica      |
| Leonardo Caponi               | Umbria                | Perugia                       | Maggioritario | Progressisti          | PRC                       |
| Antonio Carcarino             | Campania              | Portici                       | Maggioritario | Progressisti          | PRC                       |
| Francesco Carella             | Puglia                | Manfredonia                   | Maggioritario | L'Ulivo               | FDV                       |
| Umberto Carpi                 | Toscana               | Pisa                          | Maggioritario | L'Ulivo               | Sinistra Democratica      |
| Carlo Carpinelli              | Umbria                | Orvieto                       | Maggioritario | L'Ulivo               | Sinistra Democratica      |
| Antonino Caruso               | Lombardia             | Rozzano                       | Proporzionale | Polo per le Libertà   | AN                        |
| Luigi Caruso                  | Sicilia               | Avola                         | Proporzionale | Fiamma Tricolore      | Misto/Fiamma Tricolore    |
| Pierpaolo Casadei Monti       | Emilia-Romagna        | Ravenna                       | Maggioritario | L'Ulivo               | Sinistra Democratica (CS) |
| Carla Castellani              | Abruzzo               | Teramo                        | Maggioritario | Polo per le Libertà   | AN                        |
| Pierluigi Castellani          | Umbria                | Foligno                       | Maggioritario | L'Ulivo               | PPI                       |
| Roberto Castelli              | Lombardia             | Lecco                         | Maggioritario | Lega Nord             | LN                        |
| Bruno Cazzaro                 | Veneto                | Chioggia                      | Maggioritario | L'Ulivo               | Sinistra Democratica      |
| Giuseppe Ceccato              | Veneto                | Schio                         | Maggioritario | Lega Nord             | LN                        |
| Vittorio Cecchi Gori          | Toscana               | Firenze Nord                  | Maggioritario | L'Ulivo               | PPI                       |
| Roberto Centaro               | Sicilia               | Siracusa                      | Maggioritario | Polo per le Libertà   | FI                        |
| Tancredi Cimmino              | Campania              | Castellammare di Stabia       | Proporzionale | Polo per le Libertà   | CDU                       |
| Graziano Cioni                | Toscana               | Firenze - Scandicci           | Maggioritario | L'Ulivo               | Sinistra Democratica      |
| Melchiorre Cirami             | Sicilia               | Agrigento                     | Maggioritario | Polo per le Libertà   | CCD                       |
| Fausto Cò                     | Emilia-Romagna        | San Giovanni in Persiceto     | Maggioritario | Progressisti          | PRC                       |
| Adriano Colla                 | Emilia-Romagna        | Piacenza                      | Proporzionale | Lega Nord             | LN                        |
| Giovanni Collino              | Friuli-Venezia Giulia | Udine                         | Maggioritario | Polo per le Libertà   | AN                        |
| Antonio Conte                 | Campania              | Benevento                     | Proporzionale | L'Ulivo               | Sinistra Democratica      |
| Domenico Contestabile         | Lombardia             | Vigevano                      | Maggioritario | Polo per le Libertà   | FI                        |
| Ludovico Corrao               | Sicilia               | Mazara del Vallo              | Proporzionale | L'Ulivo               | Sinistra Democratica      |
| Augusto Cortelloni            | Emilia-Romagna        | Sassuolo                      | Proporzionale | Polo per le Libertà   | FI                        |
| Fiorello Cortiana             | Lombardia             | Rho                           | Maggioritario | L'Ulivo               | FDV                       |
| Francesco Cossiga             | A vita                | –                             | –             | –                     | Misto                     |
| Rosario Giorgio Costa         | Puglia                | Casarano                      | Maggioritario | Polo per le Libertà   | CDU                       |
| Romualdo Coviello             | Basilicata            | Lauria                        | Maggioritario | L'Ulivo               | PPI                       |
| Carmine Cozzolino             | Campania              | Nocera Inferiore              | Maggioritario | Polo per le Libertà   | AN                        |
| Mario Crescenzio              | Veneto                | Rovigo                        | Maggioritario | L'Ulivo               | Sinistra Democratica      |
| Aurelio Crippa                | Liguria               | Genova - Bargagli             | Maggioritario | Progressisti          | PRC                       |
| Euprepio Curto                | Puglia                | Francavilla Fontana           | Maggioritario | Polo per le Libertà   | AN                        |
| Vito Cusimano                 | Sicilia               | Catania - Misterbianco        | Maggioritario | Polo per le Libertà   | AN                        |
| Francesco D’Onofrio           | Lazio                 | Roma - Val Melaina            | Proporzionale | Polo per le Libertà   | CCD                       |
| Franca D'Alessandro Prisco    | Lazio                 | Roma - Ciampino               | Maggioritario | L'Ulivo               | Sinistra Democratica      |
| Antonio D'Alì                 | Sicilia               | Marsala                       | Maggioritario | Polo per le Libertà   | FI                        |
| Maria Grazia Daniele Galdi    | Liguria               | Chiavari                      | Proporzionale | L'Ulivo               | Sinistra Democratica      |
| Paolo Danieli                 | Veneto                | Villafranca di Verona         | Maggioritario | Polo per le Libertà   | AN                        |
| Dino De Anna                  | Veneto                | Rovigo                        | Proporzionale | Polo per le Libertà   | FI                        |
| Stelio De Carolis             | Veneto                | Cittadella                    | Proporzionale | L'Ulivo               | Misto                     |
| Riccardo De Corato            | Lombardia             | Milano 3                      | Maggioritario | Polo per le Libertà   | AN                        |
| Guido Cesare De Guidi         | Umbria                | Terni                         | Maggioritario | L'Ulivo               | Sinistra Democratica (CS) |
| Athos De Luca                 | Lazio                 | Roma - Ostiense               | Maggioritario | L'Ulivo               | FDV                       |
| Michele De Luca               | Emilia-Romagna        | Parma                         | Maggioritario | L'Ulivo               | Sinistra Democratica      |
| Francesco De Martino          | A vita                | –                             | –             | –                     | Sinistra Democratica      |
| Guido De Martino              | Campania              | Casoria                       | Maggioritario | L'Ulivo               | Sinistra Democratica      |
| Carmine De Santis             | Campania              | Caserta                       | Maggioritario | Polo per le Libertà   | CCD                       |
| Tana De Zulueta               | Lazio                 | Roma Centro                   | Proporzionale | L'Ulivo               | Sinistra Democratica      |
| Franco Debenedetti            | Piemonte              | Torino 1                      | Maggioritario | L'Ulivo               | Sinistra Democratica      |
| Ottaviano Del Turco           | Toscana               | Grosseto                      | Maggioritario | L'Ulivo               | RI (SI)                   |
| Vincenzo Demasi               | Campania              | Salerno                       | Maggioritario | Polo per le Libertà   | AN                        |
| Ida Maria Dentamaro           | Puglia                | Bari - Bitonto                | Maggioritario | Polo per le Libertà   | CDU                       |
| Doriano Di Benedetto          | Abruzzo               | L'Aquila                      | Proporzionale | Polo per le Libertà   | FI                        |
| Ferdinando Di Orio            | Abruzzo               | L'Aquila                      | Maggioritario | L'Ulivo               | Sinistra Democratica      |
| Lino Diana                    | Lazio                 | Frosinone                     | Maggioritario | L'Ulivo               | PPI                       |
| Lorenzo Diana                 | Campania              | Aversa                        | Maggioritario | L'Ulivo               | Sinistra Democratica      |
| Massimo Dolazza               | Lombardia             | Treviglio                     | Maggioritario | Lega Nord             | LN                        |
| Guido Dondeynaz               | Valle d'Aosta         | Aosta                         | Maggioritario | UV                    | Misto/ML (UV)             |
| Eugenio Mario Donise          | Campania              | Pozzuoli                      | Maggioritario | L'Ulivo               | Sinistra Democratica      |
| Mario D'Urso                  | Campania              | Castellammare di Stabia       | Maggioritario | L'Ulivo               | RI                        |
| Antonio Duva                  | Lombardia             | Milano 4                      | Proporzionale | L'Ulivo               | Misto                     |
| Leopoldo Elia                 | Lombardia             | Milano 5                      | Maggioritario | L'Ulivo               | PPI                       |
| Bruno Erroi                   | Puglia                | Casarano                      | Proporzionale | L'Ulivo               | PPI                       |
| Antonio Falomi                | Lazio                 | Roma - Prenestino             | Maggioritario | L'Ulivo               | Sinistra Democratica      |
| Amintore Fanfani              | A vita                | –                             | –             | –                     | PPI                       |
| Elvio Fassone                 | Piemonte              | Pinerolo                      | Maggioritario | L'Ulivo               | Sinistra Democratica      |
| Franco Fausti                 | Lazio                 | Terracina                     | Maggioritario | Polo per le Libertà   | CCD                       |
| Giovanni Ferrante             | Marche                | Ascoli Piceno                 | Maggioritario | L'Ulivo               | Sinistra Democratica      |
| Michele Figurelli             | Sicilia               | Monreale                      | Proporzionale | L'Ulivo               | Sinistra Democratica      |
| Eugenio Filograna             | Piemonte              | Alessandria                   | Proporzionale | Polo per le Libertà   | FI                        |
| Bianca Maria Fiorillo         | Veneto                | Treviso                       | Proporzionale | L'Ulivo               | RI                        |
| Giuseppe Firrarello           | Sicilia               | Acireale                      | Maggioritario | Polo per le Libertà   | CDU                       |
| Domenico Fisichella           | Lazio                 | Roma - Trieste                | Maggioritario | Polo per le Libertà   | AN                        |
| Michele Florino               | Campania              | Napoli - Arenella             | Proporzionale | Polo per le Libertà   | AN                        |
| Luigi Follieri                | Puglia                | Foggia                        | Proporzionale | L'Ulivo               | PPI                       |
| Gian Guido Folloni            | Emilia-Romagna        | Ferrara                       | Proporzionale | Polo per le Libertà   | CDU                       |
| Giovanni Lorenzo Forcieri     | Liguria               | La Spezia                     | Maggioritario | L'Ulivo               | Sinistra Democratica      |
| Ombretta Fumagalli Carulli    | Piemonte              | Vercelli                      | Maggioritario | Polo per le Libertà   | CCD                       |
| Nicola Fusillo                | Puglia                | Monopoli                      | Maggioritario | L'Ulivo               | PPI                       |
| Sergio Gambini                | Emilia-Romagna        | Rimini                        | Maggioritario | L'Ulivo               | Sinistra Democratica      |
| Antonello Bruno Ganeri        | Calabria              | Castrovillari                 | Proporzionale | L'Ulivo               | Sinistra Democratica      |
| Luciano Gasperini             | Veneto                | Cittadella                    | Maggioritario | Lega Nord             | LN                        |
| Jas Gawronski                 | Piemonte              | Torino 1                      | Proporzionale | Polo per le Libertà   | FI                        |
| Basilio Germanà               | Sicilia               | Barcellona Pozzo di Gotto     | Maggioritario | Polo per le Libertà   | FI                        |
| Paolo Giaretta                | Veneto                | Padova - Selvazzano Dentro    | Maggioritario | L'Ulivo               | PPI                       |
| Angelo Giorgianni             | Marche                | Fano                          | Maggioritario | L'Ulivo               | RI                        |
| Fausto Giovanelli             | Emilia-Romagna        | Reggio Emilia                 | Maggioritario | L'Ulivo               | Sinistra Democratica      |
| Vito Gnutti                   | Lombardia             | Albino                        | Maggioritario | Lega Nord             | LN                        |
| Mario Greco                   | Puglia                | Andria                        | Maggioritario | Polo per le Libertà   | FI                        |
| Luigi Grillo                  | Liguria               | Genova - Chiavari             | Maggioritario | Polo per le Libertà   | FI                        |
| Vito Gruosso                  | Basilicata            | Melfi                         | Maggioritario | L'Ulivo               | Sinistra Democratica      |
| Libero Gualtieri              | Emilia-Romagna        | Forlì                         | Maggioritario | L'Ulivo               | Sinistra Democratica      |
| Renzo Gubert                  | Trentino-Alto Adige   | Pergine Valsugana             | Maggioritario | Polo per le Libertà   | CDU                       |
| Luciano Guerzoni              | Emilia-Romagna        | Modena                        | Maggioritario | L'Ulivo               | Sinistra Democratica      |
| Giovanni Iuliano              | Campania              | Battipaglia                   | Proporzionale | L'Ulivo               | RI (SI)                   |
| Enrico Jacchia                | Veneto                | Vicenza                       | Proporzionale | Lega Nord             | LN                        |
| Enrico La Loggia              | Sicilia               | Palermo - Capaci              | Maggioritario | Polo per le Libertà   | FI                        |
| Luciano Lago                  | Veneto                | Bassano del Grappa            | Maggioritario | Lega Nord             | LN                        |
| Rocco Larizza                 | Piemonte              | Torino 2                      | Maggioritario | L'Ulivo               | Sinistra Democratica      |
| Roberto Lasagna               | Lombardia             | Milano 4                      | Maggioritario | Polo per le Libertà   | FI                        |
| Baldassare Lauria             | Sicilia               | Mazara del Vallo              | Maggioritario | Polo per le Libertà   | FI                        |
| Michele Lauria                | Sicilia               | Enna                          | Maggioritario | L'Ulivo               | PPI                       |
| Angelo Lauricella             | Sicilia               | Agrigento                     | Proporzionale | L'Ulivo               | Sinistra Democratica      |
| Salvatore Lauro               | Campania              | Pozzuoli                      | Proporzionale | Polo per le Libertà   | FI                        |
| Severino Lavagnini            | Lazio                 | Marino                        | Maggioritario | L'Ulivo               | PPI                       |
| Giovanni Leone                | A vita                | –                             | –             | –                     | Misto                     |
| Antonio Lisi                  | Puglia                | Lecce                         | Maggioritario | Polo per le Libertà   | AN                        |
| Giuseppe Lo Curzio            | Sicilia               | Siracusa                      | Proporzionale | L'Ulivo               | PPI                       |
| Agazio Loiero                 | Calabria              | Catanzaro                     | Proporzionale | Polo per le Libertà   | CCD                       |
| Luigi Maria Lombardi Satriani | Calabria              | Vibo Valentia                 | Maggioritario | L'Ulivo               | Sinistra Democratica      |
| Luciano Lorenzi               | Piemonte              | Alba                          | Proporzionale | Lega Nord             | LN                        |
| Rocco Vito Loreto             | Puglia                | Martina Franca                | Maggioritario | L'Ulivo               | Sinistra Democratica      |
| Giovanni Lubrano di Ricco     | Campania              | Giugliano in Campania         | Maggioritario | L'Ulivo               | FDV                       |
| Giulio Maceratini             | Lazio                 | Roma Centro                   | Maggioritario | Polo per le Libertà   | AN                        |
| Loris Giuseppe Maconi         | Lombardia             | Melzo                         | Maggioritario | L'Ulivo               | Sinistra Democratica      |
| Ernesto Maggi                 | Puglia                | Monopoli                      | Proporzionale | Polo per le Libertà   | AN                        |
| Giuseppe Maggiore             | Veneto                | Verona                        | Proporzionale | Polo per le Libertà   | FI                        |
| Bruno Magliocchetti           | Lazio                 | Cassino                       | Maggioritario | Polo per le Libertà   | AN                        |
| Luciano Magnalbò              | Marche                | Civitanova Marche             | Proporzionale | Polo per le Libertà   | AN                        |
| Elia Manara                   | Lombardia             | Cantù                         | Maggioritario | Lega Nord             | LN                        |
| Vincenzo Ruggero Manca        | Puglia                | Nardò                         | Proporzionale | Polo per le Libertà   | FI                        |
| Nicola Mancino                | Campania              | Avellino                      | Maggioritario | L'Ulivo               | PPI                       |
| Luigi Manconi                 | Marche                | Macerata                      | Maggioritario | L'Ulivo               | FDV                       |
| Luigi Manfredi                | Piemonte              | Verbania                      | Maggioritario | Polo per le Libertà   | FI                        |
| Donato Manfroi                | Veneto                | Belluno                       | Maggioritario | Lega Nord             | LN                        |
| Maria Rosaria Manieri         | Puglia                | Nardò                         | Maggioritario | L'Ulivo               | RI (SI)                   |
| Adolfo Manis                  | Sardegna              | Carbonia                      | Proporzionale | Polo per le Libertà   | FI                        |
| Alfredo Mantica               | Lombardia             | Monza                         | Maggioritario | Polo per le Libertà   | AN                        |
| Luciano Manzi                 | Piemonte              | Rivoli                        | Maggioritario | Progressisti          | PRC                       |
| Fausto Marchetti              | Toscana               | Carrara                       | Maggioritario | Progressisti          | PRC                       |
| Cesare Marini                 | Calabria              | Corigliano Calabro            | Maggioritario | L'Ulivo               | RI (SI)                   |
| Luigi Marino                  | Campania              | Napoli - Ponticelli           | Maggioritario | Progressisti          | PRC                       |
| Italo Marri                   | Toscana               | Arezzo                        | Proporzionale | Polo per le Libertà   | AN                        |
| Valentino Martelli            | Sardegna              | Cagliari                      | Maggioritario | Polo per le Libertà   | AN                        |
| Aldo Masullo                  | Campania              | Nola                          | Maggioritario | L'Ulivo               | Sinistra Democratica      |
| Carla Mazzuca Poggiolini      | Lazio                 | Roma - Val Melaina            | Maggioritario | L'Ulivo               | RI (PS)                   |
| Renato Meduri                 | Calabria              | Reggio Calabria               | Maggioritario | Polo per le Libertà   | AN                        |
| Giorgio Mele                  | Lazio                 | Roma - Primavalle             | Maggioritario | L'Ulivo               | Sinistra Democratica      |
| Franco Meloni                 | Sardegna              | Sassari                       | Maggioritario | L'Ulivo - PSd'Az.     | Misto/PSd'Az.             |
| Alessandro Meluzzi            | Campania              | Agropoli                      | Maggioritario | Polo per le Libertà   | FI                        |
| Silvano Micele                | Basilicata            | Potenza                       | Maggioritario | L'Ulivo               | Sinistra Democratica      |
| Gianfranco Miglio             | Lombardia             | Como                          | Maggioritario | Polo per le Libertà   | Misto                     |
| Valerio Mignone               | Basilicata            | Pisticci                      | Maggioritario | L'Ulivo               | Sinistra Democratica      |
| Gian Giacomo Migone           | Piemonte              | Torino 4                      | Maggioritario | L'Ulivo               | Sinistra Democratica      |
| Pietro Milio                  | Sicilia               | Palermo Sud                   | Proporzionale | Lista Pannella-Sgarbi | FI                        |
| Riccardo Minardo              | Sicilia               | Ragusa                        | Proporzionale | Polo per le Libertà   | CCD                       |
| Romano Misserville            | Lazio                 | Frosinone                     | Proporzionale | Polo per le Libertà   | AN                        |
| Tullio Montagna               | Lombardia             | Pavia                         | Maggioritario | L'Ulivo               | Sinistra Democratica      |
| Alberto Michele Montagnino    | Sicilia               | Gela                          | Maggioritario | L'Ulivo               | PPI                       |
| Antonino Monteleone           | Basilicata            | Pisticci                      | Proporzionale | Polo per le Libertà   | AN                        |
| Alberto Adalgiso Monticone    | Piemonte              | Moncalieri                    | Maggioritario | L'Ulivo               | PPI                       |
| Enrico Morando                | Piemonte              | Alessandria                   | Maggioritario | L'Ulivo               | Sinistra Democratica      |
| Francesco Moro                | Friuli-Venezia Giulia | Codroipo                      | Maggioritario | Lega Nord             | LN                        |
| Giuseppe Mulas                | Sardegna              | Olbia                         | Proporzionale | Polo per le Libertà   | AN                        |
| Vittorio Mundi                | Puglia                | San Severo                    | Maggioritario | Polo per le Libertà   | FI                        |
| Vincenzo Mungari              | Calabria              | Crotone                       | Maggioritario | Polo per le Libertà   | FI                        |
| Giovanni Murineddu            | Sardegna              | Olbia                         | Maggioritario | L'Ulivo - PSd'Az.     | Sinistra Democratica (FL) |
| Bruno Napoli                  | Calabria              | Palmi                         | Maggioritario | Polo per le Libertà   | CCD                       |
| Roberto Napoli                | Campania              | Battipaglia                   | Maggioritario | Polo per le Libertà   | CCD                       |
| Davide Nava                   | Campania              | Benevento                     | Maggioritario | Polo per le Libertà   | CCD                       |
| Gianni Nieddu                 | Sardegna              | Nuoro                         | Maggioritario | L'Ulivo - PSd'Az.     | Sinistra Democratica      |
| Emiddio Novi                  | Campania              | Santa Maria Capua Vetere      | Maggioritario | Polo per le Libertà   | FI                        |
| Mario Occhipinti              | Sicilia               | Avola                         | Maggioritario | L'Ulivo               | Misto/La Rete             |
| Adriano Ossicini              | Basilicata            | Matera                        | Maggioritario | L'Ulivo               | RI                        |
| Ludovico Pace                 | Lazio                 | Roma - Fiumicino              | Maggioritario | Polo per le Libertà   | AN                        |
| Maria Grazia Pagano           | Campania              | Napoli - Arenella             | Maggioritario | L'Ulivo               | Sinistra Democratica      |
| Mario Palombo                 | Lazio                 | Velletri                      | Maggioritario | Polo per le Libertà   | AN                        |
| Aniello Palumbo               | Campania              | Pomigliano d'Arco             | Maggioritario | L'Ulivo               | PPI                       |
| Andrea Papini                 | Emilia-Romagna        | Piacenza                      | Maggioritario | L'Ulivo               | Misto                     |
| Ferdinando Pappalardo         | Puglia                | Altamura                      | Maggioritario | L'Ulivo               | Sinistra Democratica      |
| Alessandro Pardini            | Lombardia             | Brescia                       | Maggioritario | L'Ulivo               | Sinistra Democratica      |
| Vittorio Parola               | Lazio                 | Roma - Fiumicino              | Proporzionale | L'Ulivo               | Sinistra Democratica      |
| Adriana Pasquali              | Trentino-Alto Adige   | Bolzano                       | Maggioritario | Polo per le Libertà   | AN                        |
| Giancarlo Pasquini            | Emilia-Romagna        | Bologna Centro                | Maggioritario | L'Ulivo               | Sinistra Democratica      |
| Stefano Passigli              | Toscana               | Pistoia                       | Maggioritario | L'Ulivo               | Sinistra Democratica      |
| Andrea Pastore                | Abruzzo               | Pescara                       | Proporzionale | Polo per le Libertà   | FI                        |
| Riccardo Pedrizzi             | Lazio                 | Latina                        | Maggioritario | Polo per le Libertà   | AN                        |
| Enrico Pelella                | Campania              | Torre del Greco               | Maggioritario | L'Ulivo               | Sinistra Democratica      |
| Giovanni Pellegrino           | Puglia                | Lecce                         | Proporzionale | L'Ulivo               | Sinistra Democratica      |
| Piero Pellicini               | Lombardia             | Varese                        | Maggioritario | Polo per le Libertà   | AN                        |
| Marcello Pera                 | Toscana               | Lucca                         | Proporzionale | Polo per le Libertà   | FI                        |
| Luigi Peruzzotti              | Lombardia             | Gallarate                     | Maggioritario | Lega Nord             | LN                        |
| Patrizio Petrucci             | Toscana               | Lucca                         | Maggioritario | L'Ulivo               | Sinistra Democratica      |
| Claudio Petruccioli           | Emilia-Romagna        | Bologna - Casalecchio di Reno | Maggioritario | L'Ulivo               | Sinistra Democratica      |
| Rosario Pettinato             | Sicilia               | Paternò                       | Maggioritario | L'Ulivo               | FDV                       |
| Enrico Pianetta               | Lombardia             | Cologno Monzese               | Proporzionale | Polo per le Libertà   | FI                        |
| Gianni Piatti                 | Lombardia             | Lodi                          | Maggioritario | L'Ulivo               | Sinistra Democratica      |
| Maurizio Pieroni              | Marche                | Civitanova Marche             | Maggioritario | L'Ulivo               | FDV                       |
| Ornella Piloni                | Lombardia             | Bollate                       | Maggioritario | L'Ulivo               | Sinistra Democratica      |
| Armin Pinggera                | Trentino-Alto Adige   | Merano                        | Maggioritario | SVP-PATT              | Misto/ML (SVP)            |
| Michele Pinto                 | Campania              | Salerno                       | Proporzionale | L'Ulivo               | PPI                       |
| Antonio Pizzinato             | Lombardia             | Milano - Sesto San Giovanni   | Maggioritario | L'Ulivo               | Sinistra Democratica      |
| Giovanni Polidoro             | Abruzzo               | Chieti                        | Maggioritario | L'Ulivo               | PPI                       |
| Francesco Pontone             | Campania              | Napoli Centro                 | Proporzionale | Polo per le Libertà   | AN                        |
| Saverio Salvatore Porcari     | Sicilia               | Palermo Centro                | Maggioritario | Polo per le Libertà   | AN                        |
| Marco Preioni                 | Piemonte              | Verbania                      | Proporzionale | Lega Nord             | LN                        |
| Fiorello Provera              | Lombardia             | Sondrio                       | Maggioritario | Lega Nord             | LN                        |
| Salvatore Ragno               | Sicilia               | Messina                       | Maggioritario | Polo per le Libertà   | AN                        |
| Filippo Reccia                | Campania              | Aversa                        | Proporzionale | Polo per le Libertà   | AN                        |
| Angelo Rescaglio              | Lombardia             | Cremona                       | Maggioritario | L'Ulivo               | PPI                       |
| Mario Rigo                    | Veneto                | Venezia - San Donà di Piave   | Maggioritario | L'Ulivo               | Misto/Lega delle Regioni  |
| Natale Ripamonti              | Lombardia             | Cologno Monzese               | Maggioritario | L'Ulivo               | FDV                       |
| Enrico Rizzi                  | Lombardia             | Cinisello Balsamo             | Proporzionale | Polo per le Libertà   | FI                        |
| Alberto Robol                 | Trentino-Alto Adige   | Trento                        | Maggioritario | L'Ulivo               | PPI                       |
| Carla Rocchi                  | Lazio                 | Roma - Gianicolense           | Maggioritario | L'Ulivo               | FDV                       |
| Carlo Rognoni                 | Liguria               | Genova - Campomorone          | Maggioritario | L'Ulivo               | Sinistra Democratica      |
| Edo Ronchi                    | Piemonte              | Torino 3                      | Maggioritario | L'Ulivo               | FDV                       |
| Maurizio Ronconi              | Umbria                | Foligno                       | Proporzionale | Polo per le Libertà   | CDU                       |
| Sergio Rossi                  | Lombardia             | Bergamo                       | Proporzionale | Lega Nord             | LN                        |
| Ettore Antonio Rotelli        | Lombardia             | Seregno                       | Maggioritario | Polo per le Libertà   | FI                        |
| Giovanni Russo                | Liguria               | Savona                        | Maggioritario | L'Ulivo               | Sinistra Democratica (CS) |
| Giovanni Russo Spena          | Sicilia               | Palermo Sud                   | Maggioritario | L'Ulivo               | PRC                       |
| Ersilia Salvato               | Toscana               | Livorno                       | Maggioritario | Progressisti          | PRC                       |
| Cesare Salvi                  | Lazio                 | Roma - Collatino              | Maggioritario | L'Ulivo               | Sinistra Democratica      |
| Giovanni Saracco              | Piemonte              | Asti                          | Maggioritario | L'Ulivo               | Sinistra Democratica      |
| Giorgio Sarto                 | Veneto                | Venezia - Spinea              | Maggioritario | L'Ulivo               | FDV                       |
| Maria Antonietta Sartori      | Lazio                 | Guidonia Montecelio           | Maggioritario | L'Ulivo               | Sinistra Democratica      |
| Renato Schifani               | Sicilia               | Monreale                      | Maggioritario | Polo per le Libertà   | FI                        |
| Concetto Scivoletto           | Sicilia               | Ragusa                        | Maggioritario | L'Ulivo               | Sinistra Democratica      |
| Carlo Scognamiglio Pasini     | Lombardia             | Milano 1                      | Maggioritario | Polo per le Libertà   | FI                        |
| Francesca Scopelliti          | Marche                | Ascoli Piceno                 | Proporzionale | Polo per le Libertà   | FI                        |
| Nicolò Sella di Monteluce     | Piemonte              | Biella                        | Maggioritario | Polo per le Libertà   | FI                        |
| Stefano Semenzato             | Umbria                | Città di Castello             | Maggioritario | L'Ulivo               | FDV                       |
| Salvatore Senese              | Toscana               | Pontedera                     | Maggioritario | L'Ulivo               | Sinistra Democratica      |
| Antonio Serena                | Veneto                | Vittorio Veneto               | Maggioritario | Lega Nord             | LN                        |
| Francesco Servello            | Lombardia             | Abbiategrasso                 | Maggioritario | Polo per le Libertà   | AN                        |
| Maria Grazia Siliquini        | Piemonte              | Torino 3                      | Proporzionale | Polo per le Libertà   | CCD                       |
| Carlo Smuraglia               | Lombardia             | Rozzano                       | Maggioritario | L'Ulivo               | Sinistra Democratica      |
| Giuseppe Specchia             | Puglia                | Brindisi                      | Maggioritario | Polo per le Libertà   | AN                        |
| Francesco Speroni             | Lombardia             | Busto Arsizio                 | Proporzionale | Lega Nord             | LN                        |
| Vera Liliana Squarcialupi     | Lombardia             | Milano 2                      | Proporzionale | L'Ulivo               | Sinistra Democratica      |
| Angelo Staniscia              | Abruzzo               | Lanciano                      | Maggioritario | L'Ulivo               | Sinistra Democratica      |
| Francesco Tabladini           | Lombardia             | Lumezzane                     | Maggioritario | Lega Nord             | LN                        |
| Giancarlo Tapparo             | Piemonte              | Settimo Torinese              | Maggioritario | L'Ulivo               | Sinistra Democratica      |
| Ivo Tarolli                   | Trentino-Alto Adige   | Trento                        | Proporzionale | Polo per le Libertà   | CCD                       |
| Paolo Emilio Taviani          | A vita                | –                             | –             | –                     | PPI                       |
| Giulio Mario Terracini        | Liguria               | Genova - Bargagli             | Proporzionale | Polo per le Libertà   | FI                        |
| Helga Thaler Ausserhofer      | Trentino-Alto Adige   | Bressanone                    | Maggioritario | SVP-PATT              | Misto/ML (SVP)            |
| Francesco Tirelli             | Lombardia             | Chiari                        | Maggioritario | Lega Nord             | LN                        |
| Patrizia Toia                 | Lombardia             | Cinisello Balsamo             | Maggioritario | L'Ulivo               | PPI                       |
| Antonio Tomassini             | Lombardia             | Busto Arsizio                 | Maggioritario | Polo per le Libertà   | FI                        |
| Marco Toniolli                | Veneto                | Padova - Selvazzano Dentro    | Proporzionale | Polo per le Libertà   | FI                        |
| Sergio Travaglia              | Lombardia             | Milano - Sesto San Giovanni   | Proporzionale | Polo per le Libertà   | FI                        |
| Giuseppe Turini               | Toscana               | Grosseto                      | Proporzionale | Polo per le Libertà   | AN                        |
| Palmiro Ucchielli             | Marche                | Pesaro                        | Maggioritario | L'Ulivo               | Sinistra Democratica      |
| Giuseppe Valentino            | Lazio                 | Civitavecchia                 | Maggioritario | Polo per le Libertà   | AN                        |
| Leo Valiani                   | A vita                | –                             | –             | –                     | Misto                     |
| Antonino Valletta             | Molise                | Isernia                       | Maggioritario | L'Ulivo               | Sinistra Democratica (FL) |
| Sergio Vedovato               | Piemonte              | Novara                        | Proporzionale | L'Ulivo               | Sinistra Democratica      |
| Giuseppe Vegas                | Piemonte              | Novara                        | Maggioritario | Polo per le Libertà   | FI                        |
| Massimo Veltri                | Calabria              | Cosenza                       | Maggioritario | L'Ulivo               | Sinistra Democratica      |
| Cosimo Ventucci               | Lazio                 | Roma - Ciampino               | Proporzionale | Polo per le Libertà   | FI                        |
| Donato Veraldi                | Calabria              | Catanzaro                     | Maggioritario | L'Ulivo               | PPI                       |
| Saverio Vertone               | Lombardia             | Milano 2                      | Maggioritario | Polo per le Libertà   | FI                        |
| Fausto Vigevani               | Emilia-Romagna        | Fidenza                       | Maggioritario | L'Ulivo               | Sinistra Democratica      |
| Massimo Villone               | Campania              | Napoli Centro                 | Maggioritario | L'Ulivo               | Sinistra Democratica      |
| Roberto Visentin              | Friuli-Venezia Giulia | Pordenone                     | Proporzionale | Lega Nord             | LN                        |
| Bruno Viserta Costantini      | Abruzzo               | Pescara                       | Maggioritario | L'Ulivo               | Sinistra Democratica      |
| Luigi Viviani                 | Veneto                | Verona                        | Maggioritario | L'Ulivo               | Sinistra Democratica (CS) |
| Massimo Wilde                 | Lombardia             | Desenzano del Garda           | Proporzionale | Lega Nord             | LN                        |
| Tomaso Zanoletti              | Piemonte              | Alba                          | Maggioritario | Polo per le Libertà   | CDU                       |
| Ortensio Zecchino             | Campania              | Ariano Irpino                 | Maggioritario | L'Ulivo               | PPI                       |
| Franco Zeffirelli             | Sicilia               | Catania Centro                | Maggioritario | Polo per le Libertà   | FI                        |
| Giancarlo Zilio               | Lombardia             | Bergamo                       | Maggioritario | L'Ulivo               | PPI                       |

## Modifiche intervenute

### Modifiche intervenute nella composizione dell'assemblea
| Uscente                   | Subentrante                         | Data cessazione | Data subentro | Lista di elezione   | Quota                      | Gruppo subentrante   |
| ------------------------- | ----------------------------------- | --------------- | ------------- | ------------------- | -------------------------- | -------------------- |
| Pierpaolo Casadei Monti   | Aldo Preda                          | 18.06.1996      | 30.10.1996    | L'Ulivo             | Maggioritario (suppletive) | Sinistra Democratica |
| Giuseppe Arlacchi         | Antonio Di Pietro                   | 31.08.1997      | 17.11.1997    | L'Ulivo             | Maggioritario (suppletive) | Misto                |
| Diodato Bratina           | Demetrio Volcic                     | 23.09.1997      | 16.12.1997    | L'Ulivo             | Maggioritario (suppletive) | Sinistra Democratica |
| Libero Gualtieri          | Andrea Manzella                     | 15.02.1999      | 11.05.1999    | L'Ulivo             | Maggioritario (suppletive) | DS                   |
| Michele Amorena           | Piergiorgio Stiffoni                | 16.02.1999      | 11.05.1999    | Lega Nord           | Maggioritario (suppletive) | Lega Nord            |
| –                         | Oscar Luigi Scalfaro                | –               | 16.05.1999    | A vita (di diritto) | –                          | –                    |
| Antonio Lisi              | Alberto Maritati                    | 20.04.1999      | 30.06.1999    | L'Ulivo             | Maggioritario (suppletive) | Misto                |
| Leo Valiani               | –                                   | 18.09.1999      | –             | A vita              | –                          | –                    |
| Francesco Speroni         | Giuseppe Leoni                      | 04.11.1999      | 11.11.1999    | Lega Nord           | Proporzionale              | Lega Nord            |
| Amintore Fanfani          | –                                   | 20.11.1999      | –             | A vita              | –                          | –                    |
| Palmiro Ucchielli         | Giuseppe Mascioni                   | 05.10.1999      | 09.12.1999    | L'Ulivo             | Maggioritario (suppletive) | DS                   |
| Jas Gawronski             | Lorenzo Piccioni                    | 18.12.1999      | 22.12.1999    | Polo per le Libertà | Proporzionale              | FI                   |
| Giuseppe Brienza          | Corrado Danzi                       | 07.06.2000      | 15.06.2000    | Polo per le Libertà | Proporzionale              | CCD                  |
| Gian Vittorio Campus (AN) | Matteo Piredda                      | 15.06.2000      | 20.06.2000    | Polo per le Libertà | Proporzionale              | CCD                  |
| Maurizio Ronconi (CCD)    | Arturo Zambrino                     | 15.06.2000      | 20.06.2000    | Polo per le Libertà | Proporzionale              | AN                   |
| Carmine De Santis (CCD)   | – [art. 19, co. 2, d.lgs. 533/1993] | 29.07.2000      | –             | –                   | –                          | –                    |
| Giancarlo Tapparo (DS)    | – [art. 19, co. 2, d.lgs. 533/1993] | 20.09.2000      | –             | –                   | –                          | –                    |

### Modifiche intervenute nella composizione dei gruppi

#### Sinistra Democratica - L'Ulivo
- In data 31.08.1997 cessa dal mandato Giuseppe Arlacchi, cui subentra Antonio Di Pietro, che aderisce al gruppo misto.
- In data 24.02.1998 il gruppo muta in Democratici di Sinistra - L'Ulivo. Nella stessa data aderiscono al gruppo Stelio De Carolis e Antonio Duva, provenienti dal gruppo misto.
- In data 28.10.1998 aderisce al gruppo Ersilia Salvato, proveniente dal Gruppo Comunista.
- In data 03.12.1998 aderiscono al gruppo Livio Besso Cordero, Giovanni Iuliano e Antonio Carcarino, provenienti dal gruppo misto.
- In data 23.02.2000 lascia il gruppo Valerio Mignone, che aderisce a I Democratici.
- In data 08.03.2000 lascia il gruppo Antonino Valletta, che aderisce al gruppo misto.

#### Partito Popolare Italiano
- In data 16.03.1999 aderisce al gruppo Angelo Giorgianni, proveniente dai Liberaldemocratici.
- In data 07.08.2000 lascia il gruppo Giuseppe Lo Curzio, che aderisce al Centro Cristiano Democratico.
- In data 05.10.2000 lascia il gruppo Angelo Giorgianni, che aderisce all'Udeur.
- In data 07.02.2001 lasciano il gruppo Giulio Andreotti, Giovanni Polidoro e Ortensio Zecchino, che aderiscono a Democrazia Europea.
- In data 21.02.2001 lascia il gruppo Bruno Erroi, che aderisce a Forza Italia.

#### Forza Italia
- Ad inizio legislatura non aderisce Gianfranco Miglio, che aderisce al gruppo misto; aderisce al gruppo Pietro Milio, eletto nella Lista Pannella.
- In data 20.05.1996 lascia il gruppo Gian Vittorio Campus, che aderisce a Alleanza Nazionale.
- In data 27.01.1997 lascia il gruppo Pietro Milio, che aderisce al gruppo misto.
- In data 27.02.1997 lascia il gruppo Augusto Cortelloni, che aderisce al gruppo misto.
- In data 31.07.1997 lascia il gruppo Doriano Di Benedetto, che aderisce al gruppo misto.
- In data 06.10.1997 lascia il gruppo Adolfo Manis, che aderisce a Rinnovamento Italiano.
- In data 08.11.1997 lascia il gruppo Vittorio Mundi, che aderisce a Rinnovamento Italiano.
- In data 19.02.1998 lascia il gruppo Baldassare Lauria, che aderisce a Rinnovamento Italiano.
- In data 10.03.1998 lascia il gruppo Alessandro Meluzzi, che aderisce al gruppo misto.
- In data 11.03.1998 lascia il gruppo Carlo Scognamiglio Pasini, che aderisce al gruppo misto.
- In data 22.04.1998 lascia il gruppo Saverio Vertone, che aderisce al gruppo misto.
- In data 20.07.1998 aderisce al gruppo Rosario Giorgio Costa, proveniente dal Centro Cristiano Democratico.
- In data 20.07.1998 aderisce al gruppo Filippo Reccia, proveniente da Alleanza Nazionale.
- In data 03.12.1998 lascia il gruppo Eugenio Filograna, che aderisce all'Unione Democratica per la Repubblica.
- In data 16.12.1998 aderisce al gruppo Saverio Salvatore Porcari, proveniente dal gruppo misto.
- In data 06.05.1999 aderisce al gruppo Riccardo Minardo, proveniente dall'Udeur.
- In data 11.05.1999 lascia il gruppo Filippo Reccia, che aderisce a Alleanza Nazionale.
- In data 09.07.1999 aderisce al gruppo Giovanni Bruni, proveniente da Rinnovamento Italiano.
- In data 17.01.2000 aderisce al gruppo Giuseppe Firrarello, proveniente dall'Udeur.
- In data 09.01.2001 aderisce al gruppo Enrico Jacchia, proveniente dal Centro Riformatore.
- In data 09.01.2001 aderisce al gruppo Valentino Martelli, proveniente dal gruppo misto.
- In data 21.02.2001 aderisce al gruppo Bruno Erroi, proveniente dal Partito Popolare Italiano.

#### Alleanza Nazionale
- In data 20.05.1996 aderisce al gruppo Gian Vittorio Campus, proveniente da Forza Italia.
- In data 03.06.1997 aderisce al gruppo Maria Grazia Siliquini, proveniente dal Centro Cristiano Democratico.
- In data 23.12.1997 lascia il gruppo Saverio Salvatore Porcari, che aderisce ai Cristiani Democratici Uniti.
- In data 11.03.1998 lascia il gruppo Valentino Martelli, che aderisce al gruppo misto.
- In data 25.03.1998 lascia il gruppo Romano Misserville, che aderisce all'Unione Democratica per la Repubblica.
- In data 20.07.1998 lascia il gruppo Filippo Reccia, che aderisce a Forza Italia.
- In data 20.04.1999 cessa dal mandato Antonio Lisi, cui subentra Alberto Maritati, che aderisce al gruppo misto.
- In data 11.05.1999 aderisce al gruppo Filippo Reccia, proveniente da Forza Italia.
- In data 07.07.2000 aderisce al gruppo Antonio Serena, proveniente dalla Liga Alleanza Autonomista Veneto.

#### Centro Cristiano Democratico
- In data 03.06.1997 lascia il gruppo Maria Grazia Siliquini, che aderisce a Alleanza Nazionale.
- In data 06.10.1997 lascia il gruppo Ombretta Fumagalli Carulli, che aderisce a Rinnovamento Italiano.
- In data 18.02.1998 aderisce al gruppo Luciano Callegaro, proveniente dai Cristiani Democratici Uniti.
- In data 11.03.1998 lasciano il gruppo Melchiorre Cirami, Agazio Loiero, Riccardo Minardo, Roberto Napoli, Davide Nava, che aderiscono ai Cristiani Democratici per la Repubblica nell'ambito del gruppo CDU-CDR.
- In data 21.04.1998 aderiscono al gruppo Rosario Giorgio Costa, Tomaso Zanoletti, Ida Maria Dentamaro, provenienti dal CDU-CDR.
- In data 20.07.1998 lascia il gruppo Rosario Giorgio Costa, che aderisce a Forza Italia.
- In data 22.10.1998 aderisce al gruppo Maurizio Ronconi, proveniente dall'Unione Democratica per la Repubblica.
- In data 30.07.1999 lascia il gruppo Francesco Saverio Biasco, che aderisce al gruppo misto.
- In data 09.11.1999 aderisce al gruppo Francesco Saverio Biasco, proveniente dal gruppo misto.
- In data 17.02.2000 lascia il gruppo Ida Maria Dentamaro, che aderisce al gruppo misto.
- In data 07.08.2000 aderisce al gruppo Giuseppe Lo Curzio, proveniente dal Partito Popolare Italiano.

#### Lega Nord
- In data 04.05.1998 lascia il gruppo Enrico Jacchia, che aderisce al gruppo misto.
- In data 09.10.1998 lasciano il gruppo Donato Manfroi, Antonio Serena, che aderiscono alla Liga Veneta Repubblica.
- In data 30.06.1999 lascia il gruppo Vito Gnutti, che aderisce al gruppo misto.
- In data 07.07.1999 lascia il gruppo Giuseppe Ceccato, che aderisce al gruppo misto.
- In data 28.07.1999 lascia il gruppo Luciano Lorenzi, che aderisce al gruppo misto.
- In data 10.10.1999 lascia il gruppo Luciano Lago, che aderisce al gruppo misto.
- In data 20.10.1999 lascia il gruppo Roberto Avogadro, che aderisce al gruppo misto.
- In data 04.02.2000 lascia il gruppo Walter Bianco, che aderisce a Autonomisti per l'Europa.

#### Rifondazione Comunista - Progressisti
- In data 14.10.1998 il gruppo assume la denominazione di Gruppo Comunista.
- In data 19.10.1998 lasciano il gruppo Fausto Cò, Aurelio Crippa, Giovanni Russo Spena, che costituiscono la componente Rifondazione Comunista - Progressisti all'interno del gruppo misto.
- In data 28.10.1998 lascia il gruppo Ersilia Salvato, che aderisce ai Democratici di Sinistra - L'Ulivo.
- In data 05.11.1998 lascia il gruppo Antonio Carcarino, che aderisce al gruppo misto.
- In data 24.02.1999 il gruppo confluisce nel gruppo misto, di cui costituisce una componente.

#### Verdi - L'Ulivo
- In data 23.12.1999 aderisce al gruppo Alessandro Meluzzi, proveniente dal Centro Riformatore.
- In data 02.02.2000 lascia il gruppo Alessandro Meluzzi, che aderisce al gruppo misto.

#### Rinnovamento Italiano
- In data 11.02.1997 il gruppo si scioglie: Ottaviano Del Turco, Maria Rosaria Manieri, Cesare Marini, Livio Besso Cordero, Giovanni Iuliano; Mario D'Urso, Bianca Maria Fiorillo, Angelo Giorgianni, Adriano Ossicini; Carla Mazzuca Poggiolini; Giovanni Bruni aderiscono al gruppo misto.
- In data 06.10.1997 il gruppo si ricostituisce con la denominazione di Rinnovamento Italiano e Indipendenti a seguito dell'adesione di: Mario D'Urso, Bianca Maria Fiorillo, Angelo Giorgianni, Adriano Ossicini, Carla Mazzuca Poggiolini, Giovanni Bruni; Augusto Cortelloni e Doriano Di Benedetto, provenienti dal gruppo misto; Ombretta Fumagalli Carulli, proveniente dal Centro Cristiano Democratico; Adolfo Manis, proveniente da Forza Italia.
- In data 08.11.1997 aderisce al gruppo Vittorio Mundi, proveniente da Forza Italia.
- In data 19.02.1998 aderisce al gruppo Baldassare Lauria, proveniente da Forza Italia.
- In data 18.09.1998 lascia il gruppo Baldassare Lauria, che aderisce all'Unione Democratica per la Repubblica.
- In data 13.10.1998 lasciano il gruppo Augusto Cortelloni e Doriano Di Benedetto, che aderiscono all'Unione Democratica per la Repubblica.
- In data 14.10.1998 lascia il gruppo Angelo Giorgianni, che aderisce al gruppo misto.
- In data 18.12.1998 lascia il gruppo Carla Mazzuca Poggiolini, che aderisce ai Liberaldemocratici.
- In data 18.02.1999 il gruppo si scioglie: Mario D'Urso, Bianca Maria Fiorillo, Adriano Ossicini, Giovanni Bruni, Ombretta Fumagalli Carulli, Adolfo Manis, Vittorio Mundi aderiscono al gruppo misto.
- In data 25.02.1999 il gruppo si ricostituisce con la denominazione di Rinnovamento Italiano, Liberaldemocratici, Indipendenti per l'Europa a seguito dell'adesione di: Mario D'Urso, Bianca Maria Fiorillo, Adriano Ossicini, Giovanni Bruni, Ombretta Fumagalli Carulli, Adolfo Manis, Vittorio Mundi; Saverio Vertone, provenienti dal gruppo misto; Gian Guido Folloni, Alessandro Meluzzi, Carlo Scognamiglio Pasini, Valentino Martelli, provenienti dall'Unione Democratica per la Repubblica.
- In data 10.03.1999 aderisce al gruppo Enrico Jacchia, proveniente dall'Unione Democratica per la Repubblica.
- In data 09.07.1999 lascia il gruppo Giovanni Bruni, che aderisce a Forza Italia.
- In data 29.07.1999 lascia il gruppo Vittorio Mundi, che aderisce all'Udeur.
- In data 04.11.1999 lasciano il gruppo Enrico Jacchia, Gian Guido Folloni, Valentino Martelli, Alessandro Meluzzi e Carlo Scognamiglio Pasini, che aderiscono al gruppo misto.
- In data 26.01.2000 il gruppo confluisce nel gruppo misto, di cui costituisce una componente.

#### Cristiani Democratici Uniti
- In data 23.12.1997 aderisce al gruppo Saverio Salvatore Porcari, proveniente da Alleanza Nazionale.
- In data 18.02.1998 lascia il gruppo Luciano Callegaro, che aderisce al Centro Cristiano Democratico.
- In data 11.03.1998 lascia il gruppo Saverio Salvatore Porcari, che aderisce al gruppo misto.
- In data 11.03.1998 la componente confluisce nel gruppo CDU-CDR.

#### Unione Democratica per la Repubblica
- In data 11.03.1998 si costituisce il gruppo Cristiani Democratici Uniti-Cristiani Democratici per la Repubblica a seguito dell'adesione di Giuseppe Camo, Tancredi Cimmino, Rosario Giorgio Costa, Ida Maria Dentamaro, Giuseppe Firrarello, Gian Guido Folloni, Renzo Gubert, Maurizio Ronconi, Tomaso Zanoletti, provenienti dal CDU; Melchiorre Cirami, Agazio Loiero, Riccardo Minardo, Roberto Napoli, Davide Nava, provenienti dai CDR.
- In data 25.03.1998 aderiscono al gruppo Romano Misserville, proveniente da Alleanza Nazionale; Francesco Cossiga, Valentino Martelli, Alessandro Meluzzi, Saverio Salvatore Porcari e Carlo Scognamiglio Pasini, provenienti dal gruppo misto.
- In data 21.04.1998 lasciano il gruppo Tomaso Zanoletti, Rosario Giorgio Costa e Ida Maria Dentamaro, che aderiscono al Centro Cristiano Democratico.
- In data 18.09.1998 aderisce al gruppo Baldassare Lauria, proveniente da Rinnovamento Italiano.
- In data 23.09.1998 il gruppo muta denominazione in Unione Democratica per la Repubblica.
- In data 13.10.1998 aderiscono al gruppo Augusto Cortelloni e Doriano Di Benedetto, provenienti da Rinnovamento Italiano.
- In data 22.10.1998 lascia il gruppo Maurizio Ronconi, che aderisce al Centro Cristiano Democratico.
- In data 23.10.1998 aderisce al gruppo Enrico Jacchia, proveniente dal gruppo misto.
- In data 27.10.1998 lascia il gruppo Saverio Salvatore Porcari, che aderisce a gruppo misto.
- In data 03.12.1998 aderisce al gruppo Eugenio Filograna, proveniente da Forza Italia.
- In data 17.02.1999 lascia il gruppo Giuseppe Cossiga, che aderisce al gruppo misto.
- In data 24.02.1999 lascia il gruppo Giuseppe Camo, che aderisce al gruppo misto.
- In data 25.02.1999 lasciano il gruppo Gian Guido Folloni, Valentino Martelli, Alessandro Meluzzi e Carlo Scognamiglio Pasini, che aderiscono a Rinnovamento Italiano.
- In data 10.03.1999 lascia il gruppo Enrico Jacchia, che aderisce a Rinnovamento Italiano.
- In data 25.03.1999 lascia il gruppo Renzo Gubert, che aderisce all'Unione Popolare Democratica.
- In data 26.04.1999 il gruppo muta denominazione in Unione Democratici per l'Europa.
- In data 06.05.1999 lascia il gruppo Riccardo Minardo, che aderisce a Forza Italia.
- In data 29.07.1999 aderisce al gruppo Vittorio Mundi, proveniente da Rinnovamento Italiano.
- In data 06.10.1999 lascia il gruppo Eugenio Filograna, che aderisce al gruppo misto.
- In data 17.01.2000 lascia il gruppo Giuseppe Firrarello, che aderisce a Forza Italia.
- In data 15.02.2000 aderisce al gruppo Alessandro Meluzzi, proveniente dal gruppo misto.
- In data 27.06.2000 aderisce al gruppo Ida Maria Dentamaro, proveniente dal gruppo misto.
- In data 20.09.2000 lascia il gruppo Melchiorre Cirami, che aderisce al gruppo misto.
- In data 06.10.2000 aderisce al gruppo Angelo Giorgianni, proveniente dal Partito Popolare Italiano.

#### Democrazia Europea
- In data 08.02.2001 aderiscono al gruppo Donato Manfroi, Luciano Lorenzi, Roberto Avogadro, Vito Gnutti, Giuseppe Ceccato, Luciano Lago e Walter Bianco, provenienti da Autonomisti per l'Europa; Giulio Andreotti, Giovanni Polidoro e Ortensio Zecchino, provenienti dal Partito Popolare Italiano.

#### Gruppo misto

##### Rete - L'Ulivo
- In data 10.03.1999 lascia il gruppo Mario Occhipinti, che aderisce a I Democratici.

##### Rinnovamento Italiano
- In data 26.01.2000 si costituisce come componente del gruppo misto a seguito dell'adesione di Mario D'Urso, Bianca Maria Fiorillo, Adriano Ossicini, Ombretta Fumagalli Carulli, Adolfo Manis e Saverio Vertone, provenienti da Rinnovamento Italiano.

##### Cristiani Democratici Uniti
- In data 14.11.2000 si costituisce come componente del gruppo misto a seguito dell'adesione di Melchiorre Cirami, proveniente dall'Udeur.

##### Gruppo Comunista
- In data 26.02.1999 si costituisce come componente del gruppo misto a seguito dell'adesione di Renato Albertini, Piergiorgio Bergonzi, Leonardo Caponi, Luciano Manzi, Fausto Marchetti e Luigi Marino, provenienti dal Gruppo Comunista.

##### Rifondazione Comunista - Progressisti
- In data 19.10.1998 si costituisce come componente del gruppo misto a seguito dell'adesione di Fausto Cò, Aurelio Crippa, Giovanni Russo Spena, provenienti da Rifondazione Comunista - Progressisti.

##### I Democratici - L'Ulivo
- In data 10.03.1999 si costituisce come componente del gruppo misto a seguito dell'adesione di Mario Occhipinti, proveniente da Rete - L'Ulivo; Giuseppe Camo, Antonio Di Pietro, Carla Mazzuca Poggiolini e Andrea Papini, provenienti dal gruppo misto.
- In data 24.02.2000 aderisce al gruppo Valerio Mignone, proveniente dai Democratici di Sinistra - L'Ulivo.
- In data 20.06.2000 lascia il gruppo Antonio Di Pietro, che aderisce all'Italia dei Valori.

##### Socialisti Democratici Italiani
- In data 09.11.1998 si costituisce come componente del gruppo misto a seguito dell'adesione di Ottaviano Del Turco, Maria Rosaria Manieri e Cesare Marini, provenienti dal gruppo misto.

##### Centro Riformatore
- In data 14.12.1999 si costituisce come componente del gruppo misto a seguito dell'adesione di Francesco Cossiga, Enrico Jacchia, Gian Guido Folloni, Valentino Martelli, Alessandro Meluzzi e Carlo Scognamiglio Pasini, provenienti dal gruppo misto.
- In data 23.12.1999 lascia il gruppo Alessandro Meluzzi, che aderisce ai Verdi - L'Ulivo.
- In data 25.10.2000 lasciano il gruppo Valentino Martelli e Francesco Cossiga, che aderiscono al gruppo misto.
- In data 09.01.2001 lascia il gruppo Enrico Jacchia, che aderisce a Forza Italia.

##### Italia dei Valori
- In data 20.06.2000 si costituisce come componente del gruppo misto a seguito dell'adesione di Antonio Di Pietro, proveniente da I Democratici.
- In data 25.09.2000 assume la denominazione Italia dei Valori - Lista Di Pietro.

##### Lista Pannella
- In data 21.12.1999 si costituisce come componente del gruppo misto a seguito dell'adesione di Pietro Milio, proveniente dal gruppo misto.

##### Unione Popolare Democratica
- In data 25.03.1999 si costituisce come componente del gruppo misto a seguito dell'adesione di Renzo Gubert, proveniente dall'Unione Democratica per la Repubblica.

##### Liberaldemocratici
- In data 18.12.1998 si costituisce come componente del gruppo misto a seguito dell'adesione di Angelo Giorgianni, proveniente dal gruppo misto; Carla Mazzuca Poggiolini, proveniente da Rinnovamento Italiano.
- In data 05.03.1999 lascia il gruppo Carla Mazzuca Poggiolini, che aderisce al gruppo misto.
- In data 16.03.1999 lascia il gruppo Angelo Giorgianni, che aderisce al Partito Popolare Italiano.

##### Liga Veneta Repubblica
- In data 09.10.1998 si costituisce come componente del gruppo misto a seguito dell'adesione di Donato Manfroi e Antonio Serena, provenienti dalla Lega Nord.
- In data 17.03.1999 assume la denominazione di Liga Repubblica Veneta.
- In data 06.10.1999 assume la denominazione di Veneti d'Europa.
- In data 02.12.1999 lascia il gruppo Donato Manfroi, che aderisce a Autonomisti e Federalisti.
- In data 03.12.1999 assume la denominazione di Liga Alleanza Autonomista Veneto.
- In data 07.07.2000 lascia il gruppo Antonio Serena, che aderisce a Alleanza Nazionale.

##### Autonomisti e Federalisti
- In data 02.12.1999 si costituisce come componente del gruppo misto a seguito dell'adesione di Roberto Avogadro, Giuseppe Ceccato, Vito Gnutti, Luciano Lago e Luciano Lorenzi, provenienti dal gruppo misto; Donato Manfroi, proveniente dai Veneti d'Europa.
- In data 17.12.2000 assume la denominazione di Autonomisti per l'Europa.
- In data 04.02.2000 aderisce al gruppo Walter Bianco, proveniente dalla Lega Nord.
- In data 08.02.2001 confluisce in Democrazia Europea.

##### Non iscritti
- Ad inizio legislatura aderiscono al gruppo Giovanni Agnelli, Francesco Cossiga, Giovanni Leone, Leo Valiani; Gianfranco Miglio (eletto in Forza Italia); Stelio De Carolis, Antonio Duva e Andrea Papini (eletti ne L'Ulivo).
- In data 27.01.1997 aderisce al gruppo Pietro Milio, proveniente da Forza Italia.
- In data 11.02.1997 aderiscono al gruppo Ottaviano Del Turco, Maria Rosaria Manieri, Cesare Marini, Livio Besso Cordero, Giovanni Iuliano; Mario D'Urso, Bianca Maria Fiorillo, Angelo Giorgianni, Adriano Ossicini; Carla Mazzuca Poggiolini; Giovanni Bruni, provenienti da Rinnovamento Italiano.
- In data 27.02.1997 aderisce al gruppo Augusto Cortelloni, proveniente da Forza Italia.
- In data 31.07.1997 aderisce al gruppo Doriano Di Benedetto, proveniente da Forza Italia.
- In data 06.10.1997 lasciano il gruppo Mario D'Urso, Bianca Maria Fiorillo, Angelo Giorgianni, Adriano Ossicini, Carla Mazzuca Poggiolini, Giovanni Bruni; Augusto Cortelloni e Doriano Di Benedetto, che aderiscono a Rinnovamento Italiano.
- In data 11.11.1997 aderisce al gruppo Antonio Di Pietro, che subentra a Giuseppe Arlacchi, già iscritto a Sinistra Democratica.
- In data 24.02.1998 lasciano il gruppo Stelio De Carolis e Antonio Duva, che aderiscono ai Democratici di Sinistra - L'Ulivo.
- In data 10.03.1998 aderisce al gruppo Alessandro Meluzzi, proveniente da Forza Italia.
- In data 11.03.1998 aderisce al gruppo Valentino Martelli, proveniente da Alleanza Nazionale.
- In data 11.03.1998 aderisce al gruppo Saverio Salvatore Porcari, proveniente dai Cristiani Democratici Uniti.
- In data 11.03.1998 aderisce al gruppo Carlo Scognamiglio Pasini, proveniente da Forza Italia.
- In data 25.03.1998 lasciano il gruppo Francesco Cossiga, Valentino Martelli, Alessandro Meluzzi, Saverio Salvatore Porcari e Carlo Scognamiglio Pasini, che aderiscono all'Unione Democratica per la Repubblica.
- In data 22.04.1998 aderisce al gruppo Saverio Vertone, proveniente da Forza Italia.
- In data 04.05.1998 aderisce al gruppo Enrico Jacchia, proveniente dalla Lega Nord.
- In data 14.10.1998 aderisce al gruppo Angelo Giorgianni, proveniente da Rinnovamento Italiano.
- In data 23.10.1998 lascia il gruppo Enrico Jacchia, che aderisce all'Unione Democratica per la Repubblica.
- In data 27.10.1998 aderisce al gruppo Saverio Salvatore Porcari, proveniente dall'Unione Democratica per la Repubblica.
- In data 05.11.1998 aderisce al gruppo Antonio Carcarino, proveniente dal Gruppo Comunista.
- In data 09.11.1998 lasciano il gruppo Ottaviano Del Turco, Maria Rosaria Manieri, Cesare Marini, che aderiscono ai Socialisti Democratici Italiani.
- In data 03.12.1998 lasciano il gruppo Livio Besso Cordero, Giovanni Iuliano; Antonio Carcarino, che aderiscono ai Democratici di Sinistra - L'Ulivo.
- In data 16.12.1998 lascia il gruppo Saverio Salvatore Porcari, che aderisce a Forza Italia.
- In data 18.12.1998 lascia il gruppo Angelo Giorgianni, che aderisce ai Liberaldemocratici.
- In data 17.02.1999 aderisce al gruppo Francesco Cossiga, proveniente dall'Unione Democratica per la Repubblica.
- In data 18.02.1999 aderiscono al gruppo Mario D'Urso, Bianca Maria Fiorillo, Adriano Ossicini, Giovanni Bruni, Ombretta Fumagalli Carulli, Adolfo Manis e Vittorio Mundi, provenienti da Rinnovamento Italiano.
- In data 24.02.1999 aderisce al gruppo Giuseppe Camo, proveniente dall'Unione Democratica per la Repubblica.
- In data 25.02.1999 lasciano il gruppo Mario D'Urso, Bianca Maria Fiorillo, Adriano Ossicini, Giovanni Bruni, Ombretta Fumagalli Carulli, Adolfo Manis, Vittorio Mundi; Saverio Vertone, che aderiscono a Rinnovamento Italiano.
- In data 05.03.1999 aderisce al gruppo Carla Mazzuca Poggiolini, proveniente dai Liberaldemocratici.
- In data 10.03.1999 lasciano il gruppo Giuseppe Camo, Antonio Di Pietro, Carla Mazzuca Poggiolini e Andrea Papini, che aderiscono a I Democratici.
- In data 30.06.1999 aderisce al gruppo Vito Gnutti, proveniente dalla Lega Nord, e Alberto Maritati, che subentra ad Antonio Lisi, già iscritto ad Alleanza Nazionale.
- In data 07.07.1999 aderisce al gruppo Giuseppe Ceccato, proveniente dalla Lega Nord.
- In data 28.07.1999 aderisce al gruppo Luciano Lorenzi, proveniente dalla Lega Nord.
- In data 30.07.1999 aderisce al gruppo Francesco Saverio Biasco, proveniente dal Centro Cristiano Democratico.
- In data 06.10.1999 aderisce al gruppo Eugenio Filograna, proveniente dall'Udeur.
- In data 10.10.1999 aderisce al gruppo Luciano Lago, proveniente dalla Lega Nord.
- In data 20.10.1999 aderisce al gruppo Roberto Avogadro, proveniente dalla Lega Nord.
- In data 04.11.1999 aderiscono al gruppo Enrico Jacchia, Gian Guido Folloni, Valentino Martelli, Alessandro Meluzzi e Carlo Scognamiglio Pasini, provenienti da Rinnovamento Italiano.
- In data 09.11.1999 lascia il gruppo Francesco Saverio Biasco, che aderisce al Centro Cristiano Democratico.
- In data 02.12.1999 lasciano il gruppo Roberto Avogadro, Giuseppe Ceccato, Vito Gnutti, Luciano Lago e Luciano Lorenzi, che aderiscono a Autonomisti e Federalisti.
- In data 14.12.1999 lasciano il gruppo Francesco Cossiga, Enrico Jacchia, Gian Guido Folloni, Valentino Martelli, Alessandro Meluzzi e Carlo Scognamiglio Pasini, che aderiscono al Centro Riformatore.
- In data 21.12.1999 lascia il gruppo Pietro Milio, che aderisce alla Lista Pannella.
- In data 02.02.2000 aderisce al gruppo Alessandro Meluzzi, proveniente dai Verdi - L'Ulivo.
- In data 15.02.2000 lascia il gruppo Alessandro Meluzzi, che aderisce all'Udeur.
- In data 17.02.2000 aderisce al gruppo Ida Maria Dentamaro, proveniente dal Centro Cristiano Democratico.
- In data 09.03.2000 aderisce al gruppo Antonino Valletta, proveniente dai Democratici di Sinistra - L'Ulivo.
- In data 27.06.2000 lascia il gruppo Ida Maria Dentamaro, che aderisce all'Udeur.
- In data 20.09.2000 aderisce al gruppo Melchiorre Cirami, proveniente dall'Udeur.
- In data 25.10.2000 aderiscono al gruppo Francesco Cossiga e Valentino Martelli, provenienti da Centro Riformatore.
- In data 14.11.2000 lascia il gruppo Melchiorre Cirami, che aderisce ai Cristiani Democratici Uniti.
- In data 09.01.2001 lascia il gruppo Valentino Martelli, che aderisce a Forza Italia.

## Organizzazione interna ai gruppi
| Gruppo                       | Presidente | Vicepresidenti | Segretari | Altre cariche |
| ---------------------------- | --- | --- | --- | --- |
| Sinistra Democratica/DS      | - Cesare Salvi (fino al 21.06.1999) - Gavino Angius (dal 1.07.1999)                                                                    | - Antonio Duva (dal 23.09.1999) - Antonio Falomi (dal 23.09.1999 al 2.02.2000) - Anna Maria Bucciarelli (dal 23.09.1999 al 2.02.2000) - Guido Cesare De Guidi (dal 23.09.1999 al 2.02.2000) - Luciano Guerzoni (fino al 23.09.1999) - Antonello Cabras (dal 2.02.2000) - Silvano Micele (dal 2.02.2000) - Luigi Viviani (dal 2.02.2000) Vicepresidenti vicari: - Silvia Barbieri (fino al 2.02.2000) - Antonio Falomi (dal 2.02.2000) | - Carlo Carpinelli - Silvano Micele (fino al 2.02.2000) - Alessandro Pardini - Anna Maria Bernasconi (dal 2.02.2000) - Ornella Piloni (dal 2.02.2000)                      | – |
| Forza Italia                 | - Enrico La Loggia | - Massimo Baldini - Emiddio Novi - Marcello Pera - Giuseppe Vegas - Cosimo Ventucci | – | Segretario amministrativo: - Giampaolo Bettamio |
| Alleanza Nazionale           | - Giulio Maceratini | - Antonio Lisi (dal 22.02.1998 al 21.04.1999) - Alfredo Mantica (dal 22.02.1998) - Riccardo Pedrizzi (dal 22.02.1998) - Saverio Salvatore Porcari (dal 26.06.1996 al 22.12.1997) - Giuseppe Specchia (dal 26.06.1996 al 22.04.1998) Vicepresidente vicario: - Vito Cusimano | - Lodovico Pace (dal 26.06.1996) | Segretari amministrativi: - Francesco Bevilacqua (dal 26.06.1996 al 22.04.1998) - Italo Marri (dal 22.04.1998)                                                 |
| Partito Popolare Italiano    | - Leopoldo Elia | - Paolo Giaretta (dal 25.06.1998 al 25.02.1999) - Severino Lavagnini (dal 25.06.1998 al 25.02.1999) - Donato Tommaso Veraldi (dal 25.02.1999) Vicepresidente vicario: - Paolo Giaretta (dal 25.02.1999) | - Alberto Robol (dal 25.02.1999) - Pierluigi Castellani (dal 9.02.2000) | Segretario amministrativo: - Alberto Robol (dal 25.06.1998 al 25.02.1999)                                                                                      |
| Lega Nord                    | - Francesco Enrico Speroni (fino al 27.05.1998) - Luciano Gasperini (dal 27.05.1998 al 26.10.1999) - Roberto Castelli (dal 26.10.1999) | - Donato Manfroi (fino all'8.10.1998) - Luigi Peruzzotti (dal 17.10.1996) - Francesco Moro (dal 28.10.1998) Vicepresidente vicario: - Luigi Peruzzotti (dal 28.10.1998) | - Michele Amorena (fino al 27.05.1998) - Francesco Moro (fino al 28.10.1998) - Adriano Colla (dal 28.10.1998 al 26.10.1999)                                                | Segretario d'aula: - Adriano Colla (dal 26.10.1999) Segretari amministrativi: - Michele Amorena (dal 27.05.1998 al 16.02.1999) - Sergio Rossi (dal 28.10.1998) |
| Centro Cristiano Democratico | - Francesco D'Onofrio | - Franco Fausti (dal 21.04.1998) - Tomaso Zanoletti (dal 21.04.1998) - Roberto Napoli (fino al 10.03.1998) | - Ombretta Fumagalli Carulli (fino al 5.10.1997) - Ivo Tarolli (dal 21.04.1998) - Bruno Napoli (fino al 21.04.1998) - Rosario Giorgio Costa (dal 21.04.1998 al 19.07.1998) | Segretario amministrativo: - Bruno Napoli (dal 21.04.1998) |
| Verdi                        | - Edo Ronchi (fino al 22.05.1996) - Maurizio Pieroni (dal 22.05.1996)                                                                  | - Stefano Semenzato (dal 22.05.1996) Vicepresidente vicario: - Maurizio Pieroni (fino al 22.05.1996) | - Stefano Boco (dal 22.05.1996 al 17.03.2000) - Natale Ripamonti (dal 17.03.2000)                                                                                          | – |
| Rinnovamento Italiano        | - Ottaviano Del Turco | Vicepresidente vicario: - Carla Mazzuca Poggiolini | – | – |
| Rifondazione Comunista       | - Ersilia Salvato (fino al 29.05.1996) - Luigi Marino (dal 29.05.1996)                                                                 | - Fausto Marchetti | - Piergiorgio Bergonzi | – |
| CDU/UDR/Udeur                | - Gian Guido Folloni (fino al 26.10.1998) - Roberto Napoli (dal 26.10.1998)                                                            | - Valentino Martelli (dal 25.03.1998 al 26.10.1998) - Tancredi Cimmino (fino al 17.07.1997) - Maurizio Ronconi (dal 17.07.1997 all'11.03.1998) - Tomaso Zanoletti (dall'11.03.1998 al 20.04.1998) - Alessandro Meluzzi (dal 26.10.1998 al 24.02.1999) - Baldassare Lauria (dal 4.05.1999 al 17.02.2000) - Vittorio Mundi (dal 17.02.2000) Vicepresidenti vicari: - Tomaso Zanoletti (dall'11.03.1998) - Roberto Napoli (dall'11.03.1998 al 26.10.1998) - Doriano Di Benedetto (dal 26.10.1998 al 4.05.1999) - Baldassare Lauria (dal 17.02.2000) | - Riccardo Minardo (dall'11.03.1998 al 26.10.1998) - Rosario Giorgio Costa (fino all'11.03.1998) - Davide Nava (dal 12.05.1999)                                            | Tesoriere: - Tancredi Cimmino (dal 4.05.1999) Segretario amministrativo: - Tancredi Cimmino (dal 2.12.1998 al 4.05.1999)                                       |
| Democrazia Europea           | - Vito Gnutti | - Giovanni Polidoro | – | – |
| Misto                        | - Mario Rigo (Lega Regioni) (dal 18.03.1999)                                                                                           | - Guido Dondeynaz (Vallée d'Aoste) (dal 3.05.2000) - Cesare Marini (SDI) (dal 9.11.1998) Vicepresidente vicario: - Stelio De Carolis (fino al 23.02.1998) | – | – |

### Comitati direttivi
I comitati direttivi furono costituiti dai gruppi Alleanza Nazionale, Partito Popolare Italiano e Udeur.
Alleanza Nazionale
- Riccardo Pedrizzi (dal 26.06.1996 al 22.04.1998)
- Antonio Battaglia (dal 26.06.1996)
- Giorgio Bornacin (dal 22.04.1998)
- Mario Palombo (dal 26.06.1996)
- Euprepio Curto (dal 26.06.1996)
- Gian Vittorio Campus (dal 26.06.1996 al 20.06.2000)
- Alfredo Mantica (fino al 22.04.1998)
- Vincenzo Demasi (dal 26.06.1996)
- Riccardo De Corato (dal 26.06.1996 al 22.04.1998)

Partito Popolare Italiano
- Alberto Monticone (fino al 25.06.1998)
- Giovanni Polidoro (dal 25.06.1998 al 7.02.2001)
- Donato Tommaso Veraldi (dal 25.06.1998 al 25.02.1999)
- Nicola Fusillo (fino al 25.06.1998)
- Luigi Follieri (dal 25.06.1998)
- Antonio Michele Montagnino
- Pierluigi Castellani
- Alberto Robol (dal 9.02.2000)

Udeur
- Saverio Salvatore Porcari (dal 22.01.1998 all'11.03.1998)